# Poppy Cat
Poppy Cat est le personnage principal d'une série de livres créés par Lara Jones (en) pour un public d'âge préscolaire (2 à 6 ans).
Le premier livre de "Poppy Cat" est édité en 2003 au Royaume-Uni.  Les livres sont publiés par Livres Campbell (une division de Macmillan Publishers). Plusieurs titres ont été édités, dont Play House Cat Coquelicot, Noël Poppy Cat, Cat Poppy Loves Rainbows, Dream Cat Poppy et Cat Poppy est Sparkly nuit.
Lara Jones a été honorée en 2004 avec le Sheffield Baby Book bronze award pour Goodnight Poppy Cat et en 2005 avec le Booktrust Early Years award pour Poppy Cat’s Farm.
Les livres sont publiés dans de nombreux pays et la série a atteint en janvier 2012 plus de 2,5 millions d'exemplaires vendus dans le monde entier.

## Le dessin animé
Le dessin animé a été diffusée par Coolabi Productions au Royaume-Uni en 2009 sur Nickelodeon Junior et diffusée depuis par d'autres stations TV,; en France depuis le 30 juin 2012 sur France 5 dans Zouzous. Une rédiffusion de la série en France est programmé depuis le 19 octobre 2013.
Les dessins animés de Poppy Cat sont édités en DVD par Lionsgate Distribution.
En français, les personnages sont doublés par Céline Melloul, Nicolas Beaucaire, Vincent de Bouard, Karl-Line Heller, Sandrine Le Berre, Laura Pèlerins, Adrien Solis, Philippe Valmont, Naïké Fauveau et Jean-François Pagès.

## Vente en ligne
En juin 2013, Coolabi a lancé en partenariat avec Heroes for Kids le magasin en ligne Poppycatshop.co.uk qui vend des livres et des accessoires relaté au programme Poppy Cat.

## Événement Poppy Cat
L'aquarium Sea Live a organisé en partenariat avec Coolabi en 2013 des événements Poppy Cat pour les tout jeunes, d'abord à Birmingham. En France, un évènement Poppy Cat a été organisé, parallèlement à la rediffusion, du 19 octobre 2013 au 3 novembre 2013 à l'Aquarium Sea live, Paris Val d'Europe.